# Hrubieszowski
Hrubieszowski là một huyện thuộc tỉnh Lubelskie của Ba Lan. Huyện có diện tích 1268 km². Đến ngày 1 tháng 1 năm 2011, dân số của huyện là 66521 người và mật độ 52 người/km².